# Куянчі
Куянчі́ (рос. Куянчи, башк. Ҡуянсы) — присілок у складі Караідельського району Башкортостану, Росія. Входить до складу Підлубовської сільської ради.
Населення — 55 осіб (2010; 72 у 2002).
Національний склад:
- татари — 85 %